# Spider-Man 2 (bande originale)
Ne doit pas être confondu avec Spider-Man 2 (album).
Pour les articles homonymes, voir Spider-Man 2 (homonymie).
Albums de Danny Elfman
Big Fish
(2004) Charlie et la Chocolaterie
(2005)
Bandes originales de Spider-Man
Spider-Man 2 - Music From and Inspired by
(2004) Spider-Man 3
(2007)
Spider-Man 2 - Original Motion Picture Score, composé par Danny Elfman, est la bande originale, distribué par Sony Music Soundtrax, du film fantastique américain réalisé par Sam Raimi, Spider-Man 2, sortis en 2004.

## Liste des titres
| 1.    | Main Title                                 | 3:21 |
| 2.    | M.j.'s New Life / Spidus Interruptus       | 2:32 |
| 3.    | Doc Ock Is Born                            | 2:23 |
| 4.    | Angry Arms / Rebuilding                    | 2:51 |
| 5.    | Phone Call / Wrong Kiss / Peter's Birthday | 2:07 |
| 6.    | Bank / Saving May                          | 4:27 |
| 7.    | Mugging / Peter's Turmoil                  | 3:22 |
| 8.    | Doc Ock's Machine                          | 1:42 |
| 9.    | He's Back                                  | 1:50 |
| 10.   | Train / Appreciation                       | 6:16 |
| 11.   | Aunt May Packs                             | 2:51 |
| 12.   | Armageddon / Really Big Web                | 6:28 |
| 13.   | Goblin Returns                             | 1:37 |
| 14.   | At Long Last, Love                         | 2:59 |
| 15.   | Raindrops Keep Fallin' On My Head          | 3:14 |
| 48:00 |                                            |      |

## Musiques additionnelles
- On entend aussi durant le film, les morceaux[1] suivants, qui ne sont, ni repris sur cet album, ni sur l'album Spider-Man 2 - Music From and Inspired by. Il s'agit de :
  - Special Delivery
  - Cake Girl
    - Écrit et produit par John Debney

  - Suicide Polka (Traditionnel)
    - Arrangement de R. Schachner
    - Interprété par Happy Bernie Goydish & His Orchestra
    - Avec l'Aimable Autorisation de Lyra Productions/America Inc.

  - Piano Quintet in A, D.667 (The Trout)
    - Écrit par Franz Schubert

  - The Demonstration
  - Runaway Train
    - Écrits et produits par Christopher Young et Danny Elfman

  - I Only Have Eyes for You
    - Écrit par Al Dubin et Harry Warren
    - Interprété par Peter Cincotti and The Peter Cincotti Trio
    - Avec l'Aimable Autorisation de Concord Records

  - Stars and Stripes Forever
    - Écrit par John Philip Sousa
    - Interprété par Peter Cincotti and The Peter Cincotti Trio
    - Avec l'Aimable Autorisation de Concord Records

  - I Am Not Your Husband / Tu Marido
    - Écrit par Juan Stephen
    - Interprété par Nicky Jam
    - Avec l'Aimable Autorisation de DJ Universal

  - FFFFFFF
    - Écrit par Monserrate & DJ Urba
    - Interprété par DJ 2006 et Juan Andarin
    - Avec l'Aimable Autorisation de El Cartel Records

  - Love is the Sweetest Thing
    - Écrit par Ray Noble
    - Interprété par Peter Cincotti and The Peter Cincotti Trio
    - Avec l'Aimable Autorisation de Concord Records

  - Suite n° 2 en B Mineur
    - Écrit par Jean-Sébastien Bach

  - Bridal Chorus d'après l'opéra Lohengrin
    - Écrit par Richard Wagner

  - Theme from Spider Man
    - Écrit par Bob Harris et Paul Francis Webster
    - Interprété par Michael Bublé
    - Avec l'Aimable Autorisation de 143/Reprise Records